# Criterios de textualidad
Los criterios de textualidad establecen la diferencia entre lo que es texto y lo que no.
Todo usuario de la lengua tiene la capacidad de percibir que existen textos que presentan irregularidades (en diversos grados) y emite juicios respecto de ellos.
Por lo tanto, todo texto bien formado debe responder a características específicas de organización, reglas de textualización o normas textuales.

## Dressler y los criterios de textualidad
Wolfgang Dressler afirma que la ciencia del texto debe describir características comunes y diferencias entre los distintos tipos de texto. 

Un texto es un acontecimiento comunicativo que cumple siete normas de textualidad.
Wolfgang Dressler

Para considerarse textos, deben de salvaguardar su carácter comunicativo, si no, no pueden ser textos, para lograrlo existen normas relativas a la materialidad del texto y normas relativas a su dimensión pragmática contextual. Si estas reglas no están presentes en el texto, entonces éste no constituiría un elemento comunicativo.

### Normas centradas en el texto
- La Cohesión es la conexión que surge cuando la interpretación de un elemento del texto depende de otro elemento dentro de este mismo. Esta norma permite que el desarrollo lingüístico de un texto no presente repeticiones innecesarias y no resulte confuso para el receptor. La cohesión es una característica de todos los textos bien formados, consistente en que diferentes frases están conectadas entre sí mediante diversos procedimientos lingüísticos que permiten que cada frase sea interpretada en relación con las demás. La cohesión corresponde a la estructuración gramatical que trae un texto. En la cohesión, para entender determinado texto, se juntan lo léxico y lo gramatical.

- La Coherencia es una propiedad de los textos bien formados que permite concebirlos como entidades unitarias, de manera que las diversas ideas secundarias aportan información relevante para llegar a la idea principal, o tema, de forma que el lector pueda encontrar el significado global del texto. Así, del mismo modo que los diversos capítulos de un libro, que vistos por separado tienen significados unitarios, se relacionan entre sí, también las diversas secciones o párrafos se interrelacionan para formar capítulos, y las oraciones y frases para formar párrafos.

### Normas centradas en el usuario
De acuerdo con Dressler estas normas tienen que ver con la dimensión pragmática como acción lingüística llevada a cabo por el emisor y el receptor :
- La Intencionalidad significa que los autores y hablantes deben tener la intención consciente de lograr objetivos específicos con su mensaje y transmitir información o refutar una opinión. Cuando no se asigna ninguna intención, la secuencia de palabras se transforma en el equivalente a una página de palabras al azar, no muy distinta de las prácticas de caligrafía de los alumnos en la escuela primaria.

- La Aceptabilidad se refiere a la actitud del receptor. Un texto es aceptable para el receptor si este recibe alguna importancia, es decir, en un determinado contexto tiene que estar movido por la cooperación o afectado por la persuasión, dicho de otro modo, busca el consenso.

- La Informatividad es necesaria en el discurso. En la medida que tanto la forma como el contenido sean más o menos predecibles el texto será menos o más informativo. Un texto debe contener información nueva, si un receptor sabe todo lo que contiene el texto, este no califica como informativo. Así, si un receptor no comprende lo que está en el texto, este tampoco califica como tal. La información que entrega un texto no es otra cosa que la referencia que hacemos al mundo.

- La Situacionalidad está vinculada a la relevancia que el texto adquiere en una situación determinada, muy especialmente en la conversación. Es un aspecto esencial para la textualidad, hace que un texto sea relevante en una situación comunicativa.

- La Intertextualidad significa que una secuencia de oraciones se relaciona por forma o significado con otra secuencia de oraciones. Un ejemplo de intertextualidad en la que dos secuencias se relacionan por significado lo constituye un boletín informativo sobre un tema que ya ha sido tratado durante el noticiario.

## Meta-reglas de coherencia discursiva
La buena formación textual es abordada desde otras perspectivas en la escuela lingüística francesa. Michel Charolles en su libro Introduction aux problèmes de la cohérence verbale (Introducción a los problemas de la coherencia verbal) habla de cuatro meta-reglas de buena formación textual:

### Meta-regla de recurrencia
Hace referencia a los elementos que reaparecen en un texto. En cada nueva oración se retoman referentes de oraciones anteriores. 

Para que un texto sea coherente,es necesario que comprenda en su desarrollo lineal elementos de recurrencia estricta
Michel Charolles

Mecanismos de recurrencia:
- Repetición: Es la simple repetición de un lexema o sintagma, en la práctica se utilizan con frecuencia pero se tienden a evitar con fines estilísticos. De ahí que se utilicen más frecuentemente los mecanismos que siguen. Por ejemplo:

- Anáfora y Catáfora:Para mantener los referentes se recurre a la anáfora (retomar un elemento mencionado) y la catáfora (anticipar un elemento que se mencionará).

1. Pronominalización - Uso de pronombres.
2. Definitivización - Uso de artículos.
3. Determinación - Uso de determinantes como los adjetivos demostrativos.
4. Nominalización - Transformar una acción o un proceso en un nombre.

Entre otras.(REF)
- Substitución léxica: Que puede ser tanto al mismo nivel como en la sinonimia (coche = automóvil) a niveles diferentes como en la hiperonimia (manzana = fruta).

- Paráfrasis: Utilizada para referirse a un mismo referente mediante una frase con idéntico valor en el contexto. Por ejemplo:

Se advierte el carácter discursivo de este procedimiento, ya que sólo puede interpretarse de acuerdo a un contexto enunciativo determinado. Así, la frase el presidente de Uruguay puede cambiar de valor según se sucedan los mandatarios en el tiempo.
- Elipsis: Es la figura retórica donde se suprimen las palabras o imágenes. El procedimiento de cohesión denominado elipsis consiste en omitir (elidir) términos o construcciones que ya han aparecido antes en el texto. En la apariencia del escrito produce el efecto de un texto sin repeticiones, sin redundancia, pero en el fondo, la elipsis es un hueco que el lector debe llenar con el significado adecuado para ese texto. Por ejemplo, en la siguiente oración:

### Meta-regla de progresión
Cada nueva oración debe también aportar información nueva, esto es la progresión textual. Para esto es fundamental comprender las nociones de tema y rema formuladas por la Escuela de Praga. En palabras simples el tema es lo que se da por conocido y el rema es la información nueva. Para algunos autores, el tema será la primera pieza de información que conforma el enunciado y el rema será el resto de éste. Este entretejido de tema - rema da lugar a tres tipos de progresión, las cuales se utilizarán de manera aleatoria según el desarrollo del tema para darle tesitura al texto.
 Progresión temática 
De esta forma se suelen distinguir tres tipos básicos de progresión temática:
- Progresión con tema continuo, en él se conserva siempre el mismo tema como referente. Ejemplo:

- Progresión en cadena o lineal, donde cada nuevo tema se convierte en el tema del siguiente enunciado. Ejemplo:

- Progresión derivada de un hipertema, donde el referente principal es descompuesto en sus constituyentes. Este tipo de progresión temática puede ser de tema o de rema. En la primera, la información que se desglosa ha sido presentada en la primera parte del primer enunciado y en la segunda, se desglosará la información introducida en el rema. Ejemplo:

Se observa que el tema "países europeos" comienza a desglosarse a lo largo del párrafo.

### Meta-regla de relación o de conexión
Una tercera regla de textualización es la relación o conexión que debe haber entre los individuos y los hechos denotados. Este fenómeno de relación no corresponde necesariamente al mundo empírico, ya que cada interlocutor (o grupo de interlocutores) establece conexiones en su mente entre cosas que a simple vista no parecen relacionadas.
De este modo, la secuencia Está lloviendo. El perro se va a mojar parece un relación lógica. Sin embargo, en Está lloviendo. Hay que invitar a Pedro, que no parece coherente, sí puede serlo si en el mundo de quien enuncia esa oración y quien la escucha es habitual que Pedro venga los días de lluvia.
Esta regla pide que los hechos estén relacionados en el mundo representado. Suponiendo, por tanto, una explicación no por el tema del discurso, sino por la conexión entre los estados de cosas designadas.

### Meta-regla de no contradicción
Para que un texto sea coherente no debe introducirse en su desarrollo ningún elemento que contradiga semánticamente un contenido anteriormente expuesto, o susceptible de ser inferido a partir de un contenido anterior.